# ザ・スピリット
『ザ・スピリット』（The Spirit）は、2008年のアメリカ映画。原作はウィル・アイズナーの漫画『スピリット』。監督は漫画家のフランク・ミラー。

## ストーリー
真面目で純粋な刑事デニー・コルトは死んだ。しかし彼は不死身となって蘇り、セントラルシティの守護者“スピリット”として街の悪と戦い続けていた。
ある晩、警察からの応援要請を受けて沼地に駆けつけたスピリットは、そこでクローンの殺し屋フォボスを率いる宿敵オクトパスと遭遇、泥沼の死闘を繰り広げる。しかし決着をつける事はできず、オクトパスは「俺とお前は兄弟だ」と伝えて立ち去り、スピリットは気を失う。気がついたスピリットはかつての恋人であるエレンの治療を拒否し、上司であり親友のドーラン署長の制止を振り切って単独で捜査を継続する。スピリットは延々と果てしなく続く悪との戦い、そして死なない自分を冥府へ引きずり込もうとするローレライを振り払うことに疲れ果てていた。
オクトパスの狙いは、沈没船に積まれていた宝箱を引き上げることだった。しかし女怪盗サンド・サレフと遭遇したせいで、二人は互いの標的を取り違えてしまう。オクトパスが求めていたものはヘラクレスの血、サンドが求めていたものはイアソンが手に入れたという伝説の金羊毛だった。互いに互いの標的を狙い、二人は密かに動き出す。サンドは手始めに自分を売った故買屋を始末して財産を奪うと、オクトパスへ取引を持ちかけようと画策する。
サンドは少年時代のデニーの恋人だった。しかしサンドの父親がデニーの叔父に誤射されて死に、デニーの叔父もまたその場で拳銃自殺を図ったことで、二人の関係は決裂した。スピリットはサンドの居場所を突き止めて逮捕しようとするが、彼女が単なる犯罪者に成り下がり、しかし同時にかつて英雄伝説に憧れていた少女のままでもあることを悟って困惑、サンドを逃してしまう。続けてスピリットは女刑事モーゲンスターンからの連絡を元にオクトパスの拠点へ向かうが、罠に嵌められてオクトパスの助手シルケン・フロスに囚われてしまう。
拘束したスピリットを前にオクトパスが語ったのは、かつて殉職したデニーを蘇生させたのがオクトパスであるという真実だった。不死身の肉体を追い求めていたオクトパスは、そのための実験台としてデニーの死体を利用した。そしてデニーはスピリットとして蘇り、オクトパスもまた同じ処置を施して不完全な不死者となった。オクトパスは不死を完成させるにはヘラクレスの血が必要なこと、不死者は一人で良いということ、そして不完全な不死者を殺すには身体をバラバラに分解すれば良いことを明かし、スピリットを解体しようとする。しかしそのために雇った女殺し屋プラスター・オブ・パリスは、スピリットとかつて愛し合った一人だった。ブラスターの手引きによってスピリットはその場を切り抜ける。
約束の時、サンドはオクトパスとの取引の場に現れる。しかしオクトパスは最初からサンドを殺してヘラクレスの血を奪うつもりだった。窮地に陥ったサンドを救うため、スピリットが現れる。オクトパスの銃撃を幾度受けても倒れないスピリット。その秘密はサンドが寄付した大金によって警察が導入した、最新式の防弾服によるものだった。さらにオクトパスが無抵抗の相手を撃つ現場を抑えた警官隊が、オクトパスへと銃撃を浴びせる。
混乱の中なんとかヘラクレスの血を手にしたオクトパスだが、その瓶はサンドによって破壊され、血は失われてしまう。そしてスピリットは、オクトパスと共に自分を消し去ろうとして自爆を試みる。だが爆発の瞬間、スピリットは無敵の鎧である金羊毛を纏ったサンドによって庇われ一命を取り留める。一方で粉微塵になったオクトパスの破片を回収したシルケン・フロスは姿をくらまし、ひとまず街には平和が戻った。サンドとキスをして別れ、モーゲンスターンからは尊敬されるスピリットを見つめ、エレンは嫉妬しながらも微笑みを浮かべる。
そして女たちの愛憎を背負い、果たして自分はいつか死ぬ事ができるのかと考えながら、セントラルシティのスピリットは今日も走り続ける。

## キャスト
| 役名                     | 俳優                           | 日本語吹替          |
| ------------------------ | ------------------------------ | ------------------- |
| スピリット               | ガブリエル・マクト             | 東地宏樹            |
| オクトパス               | サミュエル・L・ジャクソン      | 玄田哲章            |
| サンド・サレフ           | エヴァ・メンデス               | 安藤麻吹            |
| シルケン・フロス         | スカーレット・ヨハンソン       | 朴璐美              |
| ローレライ・ロックス     | ジェイミー・キング             | 岡寛恵              |
| エレン                   | サラ・ポールソン               | 根谷美智子          |
| ドーラン                 | ダン・ローリア                 | 宝亀克寿            |
| プラスター・オブ・パリス | パス・ベガ                     | 石川綾乃            |
| フォボス                 | ルイス・ロンバルディ           | 茶風林              |
| モーゲンスターン         | スタナ・カティック             | 本田貴子            |
| ヤング・スピリット       | ジョニー・シモンズ             | 川野剛稔            |
| ヤング・サンド           | セイチェル・ガブリエル         | 田中晶子            |
| ドネルフェルド           | リチャード・ボートナウ         | 楠見尚己            |
| サスマン                 | ダン・ギャリティ               | 魚建                |
| マクレディ               | ラリー・ラインハルト・メイヤー | 仲野裕              |
| リボウィッチ             | フランク・ミラー               | 小室正幸            |
| マフリード               | エリック・バルフォー           | 宇垣秀成            |
| その他                   |                                | 丸山壮史 榊原奈緒子 |

## 地上波放送履歴
| 回数 | テレビ局   | 番組名（放送枠名） | 放送日       | 放送時間      | 放送分数 | 形態   | 視聴率 |
| ---- | ---------- | ------------------ | ------------ | ------------- | -------- | ------ | ------ |
| 1    | 日本テレビ | 映画天国           | 2018年5月7日 | 25:59 - 27:59 | 120分    | 字幕版 | 1.5%   |

- 視聴率はビデオリサーチ調べ、関東地区・世帯・リアルタイム。